# 脊椎すべり症
脊椎すべり症（せきついすべりしょう、英: Spondylolisthesis）は、脊椎の椎骨の1つが他の椎骨と比較してずれている状態のことである。主な症状は、腰痛や坐骨神経痛であるが、症状がない人もいる。背中を動かすことにより症状が悪化することがある。歩行障害や足の筋力低下をおこす場合がある。合併症には、まれに、排便や排尿の制御ができなくなることがある。
原因には、椎間板変性症、腰椎分離症、外傷、異形成疾患、病理学的疾患など、があげられる。腰椎分離症は、レスリングや体操などの繰り返される軽微な外傷により骨間部（関節突起間部）が破壊される疾患である。異形成疾患は、椎間関節の異常な配列であり、出生時に存在する場合もあれば、後になってから発症する場合もある。病理学的疾患は、結合組織疾患、癌、または、手術後の疾患である。通常の診断は、X線検査によっておこなわれる。最も一般的に発生する部位は、腰椎の下部であるが、頸椎にみられる場合もある。
初期治療には、鎮痛剤、理学療法、患部へのステロイド注射など、があげられる。その他の対策としては、体重減少があげられる。これらが十分に効果的でない場合の特定の患者には、手術が有用な可能性があるが、どの種類の手術が有用であるかは不明である。
脊椎すべり症は、米国人の約12％が影響を受けている。変性症による疾患は男性よりも女性に多くみられる。脊椎すべり症が最初に説明されたのは、1782年にベルギーの産科医エルビノー（Herbinaux）による。